# Чемпіонат України із шахів 2008
77-й чемпіонат України із шахів, що проходив у Полтаві з 1 по 10 грудня 2008 року, за швейцарською системою у 9 турів при 26 учасниках.

## Інформація про турнір
- Категорія турніру (середній рейтинг учасників) — ХІ (2508)
- Головний суддя: С.Полєсський (Суми)
- Місце проведення: Приміщення Полтавської облдержадміністрації (вулиця Жовтнева, буд. 45)

Чемпіонат України знову не зміг зібрати найсильніших гросмейстерів, список учасників турніру очолили 9-й (Євген Мірошниченко) та 10-й (Юрій Криворучко) номери рейтингу найсильніших шахістів України (див.нижче).
Чемпіоном України 2008 року вдруге став 30-річний представник Донецької області Євген Мірошниченко.
Півфінальний турнір, участь в якому взяли участь 90 шахістів, пройшов у травні 2008 року в Алушті. За результатами турніру шахісти, що посіли перші чотири місця отримали право виступу у фінальному турнірі чемпіонату України..
Наймолодшим учасником турніру став 12-річний Ілля Нижник з Вінниці..
Десятка найкращих шахістів України станом на 1 жовтня 2008 року.
| Місце в Україні (у світі) | Шахіст              | Рейтинг |
| ------------------------- | ------------------- | ------- |
| 1 (3)                     | Василь Іванчук      | 2786    |
| 2 (15)                    | Сергій Карякін      | 2730    |
| 3 (19)                    | Павло Ельянов       | 2720    |
| 4 (22)                    | Руслан Пономарьов   | 2719    |
| 5 (41)                    | Захар Єфименко      | 2680    |
| 6 (43)                    | Олександр Моїсеєнко | 2678    |
| 7 (57)                    | Олександр Арещенко  | 2664    |
| 8 (61)                    | Андрій Волокитін    | 2659    |
| 9 (106)                   | Євген Мірошниченко  | 2632    |
| 10 (114)                  | Юрій Криворучко     | 2645    |

## Регламент турніру
Змагання проводилися у відповідності з правилами шахової гри з використанням електронних годинників та турнірними правилами ФІДЕ.

### Розклад змагань[5]
- Відкриття турніру: 2 грудня (14-00 год)
- Ігрові дні: 2 — 10 грудня, без вихідних
- Закриття турніру: 10 грудня (18-00 год)

Початок партій 1-8 тури о 15-00 год, 9 тур о 11-00 год.

### Контроль часу
- 90 хвилин кожному учаснику на перші 40 ходів плюс 30 хвилин до закінчення партії з додаванням 30 сек. після кожного ходу, починаючи з першого.

### Критерії розподілу місць
- 1. За системою коефіцієнтів Бухгольца;
- 2. За системою прогресуючих коефіцієнтів;
- 3. За скороченою системою коефіцієнтів Бухгольца;
- 4. За кількістю перемог;
- 5. За результатом особистої зустрічі.

## Учасники
| 1. Євген Мірошниченко (Донецька область, 2632) 2. Юрій Криворучко (Львівська область, 2627) 3. Володимир Баклан (Київ, 2625) 4. Юрій Кузубов (Донецька область, 2622) 5. Антон Коробов (Харківська область, 2605) 6. Юрій Дроздовський (Одеська область, 2587) 7. Михайло Олексієнко (Львівська область, 2585) 8. Владислав Боровиков (Дніпропетровська область, 2580) 9. Валерій Невєров (Харківська область, 2571) 10. Олександр Зубов (Миколаївська область, 2564) 11. Михайло Бродський (Харківська область, 2551) 12. Ельдар Гасанов (Харківська область, 2550) 13. Мартин Кравців (Львівська область, 2549) | 1. Юрій Вовк (Львівська область, 2549) 2. Олександр Зубарєв (Запорізька область, 2546) 3. Олександр Ковчан (Харківська область, 2545) 4. Дмитро Кононенко (Дніпропетровська область, 2527) 5. Адам Тухаєв (АР Крим, 2498) 6. Дмитро Максимов (Дніпропетровська область, 2497) 7. Антон Сітников (Донецька область, 2480) 8. Ярослав Жеребух (Львівська область, 2473) 9. Ілля Нижник (Вінницька область, 2444) 10. Сергій Бородай (Полтавська область, 2370) 11. Максим Павлов (АР Крим, 2367) 12. Дмитро Штанько (Полтавська область, 2301) 13. Олексій Соловчук (Полтавська область, 2285) |

## Підсумкова таблиця

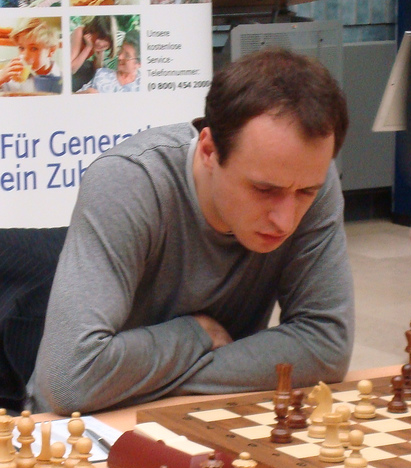
Євген Мірошниченко — чемпіон України 2008 року

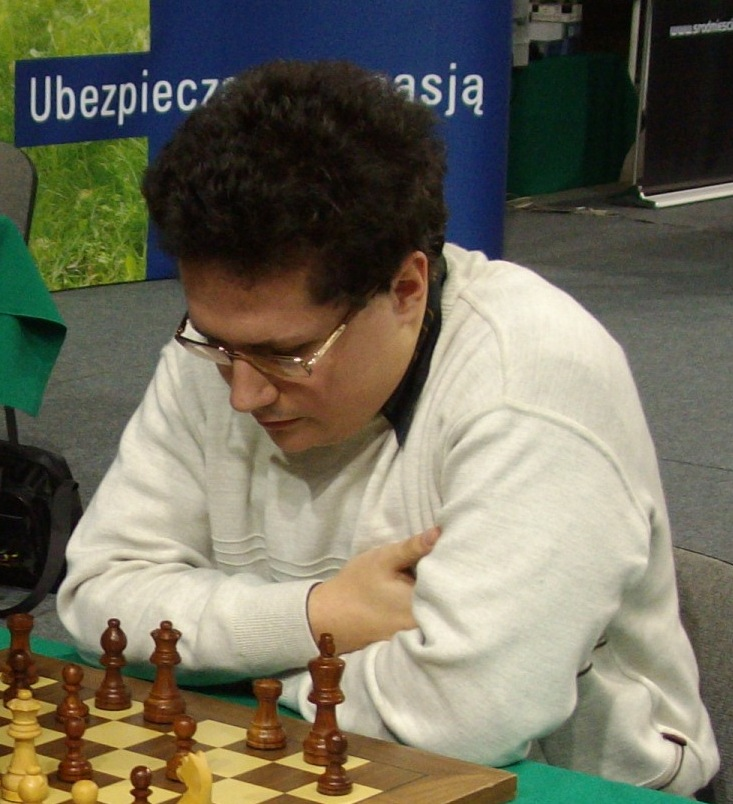
Юрій Дроздовський — віце-чемпіон України

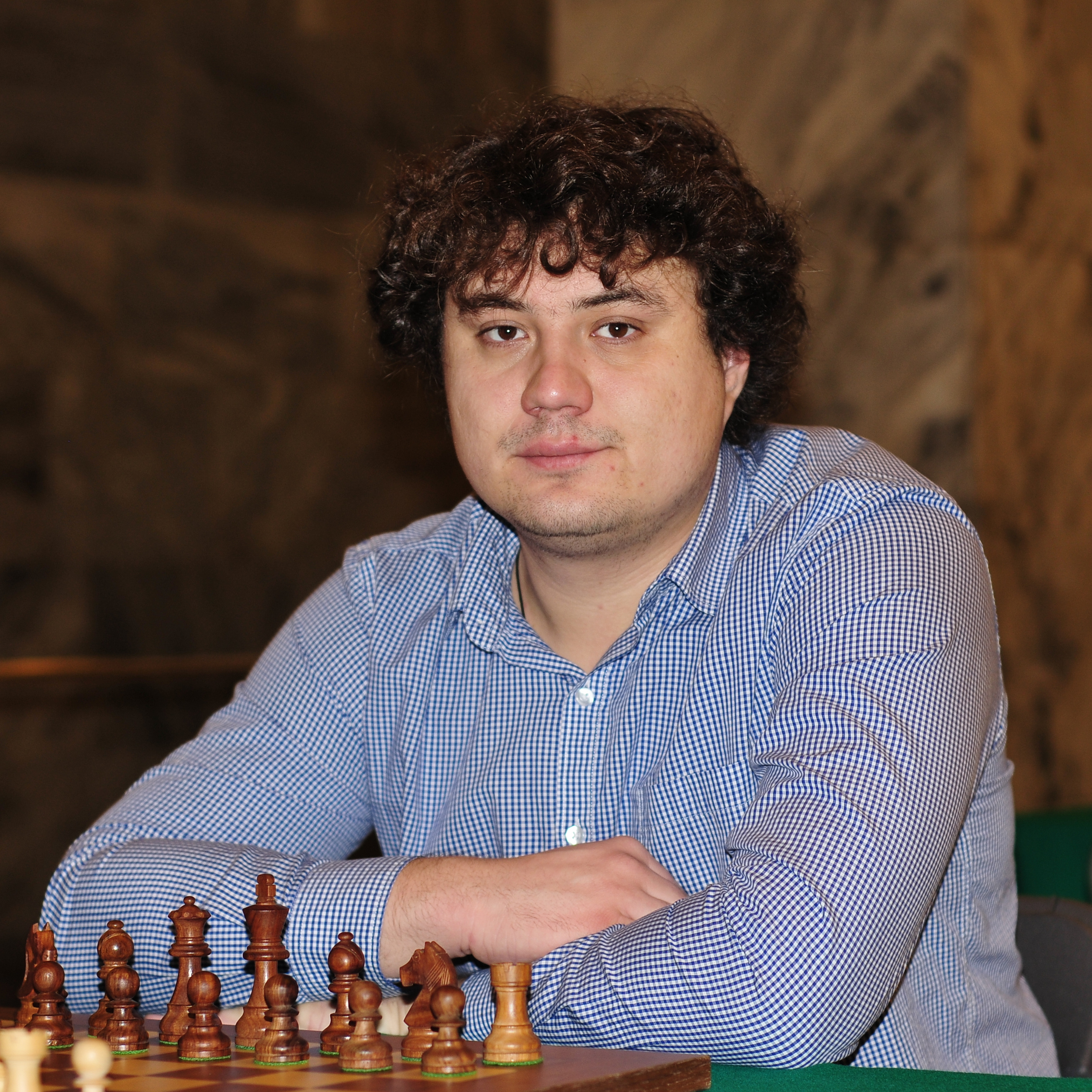
Антон Коробов — бронзовий призер чемпіонату України

- М — місце.
- Очки — сума набраних очок (1 за перемогу шахіста, ½ за нічию, 0 — за поразку).
- Курсивом — місце суперника.
- Б/Ч — білі/чорні фігури
- WP  — коефіцієнтів Бухгольца;
- PS  — прогресуючий коефіцієнт.

| М  | Шахіст              | Рейтинг | Очки | WP   | PS   | + | = | - | 1      | 2      | 3      | 4      | 5      | 6      | 7      | 8      | 9      | Перфоменс |
| -- | ------------------- | ------- | ---- | ---- | ---- | - | - | - | ------ | ------ | ------ | ------ | ------ | ------ | ------ | ------ | ------ | --------- |
| 1  | Євген Мірошниченко  | 2632    | 6½   | 47,5 | 34,0 | 4 | 5 | 0 | 11 Ч ½ | 9 Б 1  | 8 Ч ½  | 16 Б 1 | 12 Б 1 | 3 Ч 1  | 2 Ч ½  | 5 Б ½  | 4 Б ½  | 2721      |
| 2  | Юрій Дроздовський   | 2287    | 6½   | 46,5 | 33,5 | 4 | 5 | 0 | 13 Б ½ | 21 Ч 1 | 22 Б 1 | 7 Ч 1  | 3 Б ½  | 4 Ч ½  | 1 Б ½  | 6 Ч ½  | 5 Б 1  | 2721      |
| 3  | Антон Коробов       | 2605    | 6    | 46,0 | 32,0 | 4 | 4 | 1 | 15 Ч ½ | 11 Б 1 | 20 Ч 1 | 8 Б 1  | 2 Ч ½  | 1 Б 0  | 5 Ч ½  | 12 Б 1 | 6 Б ½  | 2672      |
| 4  | Олександр Зубов     | 2564    | 6    | 44,0 | 29,5 | 3 | 6 | 0 | 21 Б ½ | 13 Ч ½ | 23 Б 1 | 5 Б ½  | 18 Ч 1 | 2 Б ½  | 12 Ч ½ | 11 Б 1 | 1 Ч ½  | 2643      |
| 5  | Дмитро Кононенко    | 2527    | 5½   | 47,0 | 30,0 | 3 | 5 | 1 | 6 Ч ½  | 14 Б ½ | 17 Б 1 | 4 Ч ½  | 20 Б 1 | 18 Ч 1 | 3 Б ½  | 1 Ч ½  | 2 Ч 0  | 2662      |
| 6  | Юрій Кузубов        | 2622    | 5½   | 46,0 | 27,0 | 3 | 5 | 1 | 5 Б ½  | 10 Ч ½ | 18 Б 1 | 12 Ч 0 | 13 Б 1 | 15 Ч ½ | 7 Б 1  | 2 Б ½  | 3 Ч ½  | 2622      |
| 7  | Володимир Баклан    | 2625    | 5½   | 42,5 | 25,5 | 4 | 3 | 2 | 9 Ч ½  | 15 Б 1 | 16 Ч ½ | 2 Б 0  | 11 Ч ½ | 20 Б 1 | 6 Ч 0  | 19 Б 1 | 12 Ч 1 | 2620      |
| 8  | Владислав Боровиков | 2580    | 5    | 45,0 | 26,5 | 3 | 4 | 2 | 23 Б 1 | 18 Ч 1 | 1 Б ½  | 3 Ч 0  | 4 Б 0  | 10 Ч ½ | 14 Ч ½ | 15 Б 1 | 9 Ч ½  | 2603      |
| 9  | Олександр Ковчан    | 2545    | 5    | 42,0 | 23,0 | 2 | 6 | 1 | 7 Б ½  | 1 Ч 0  | 21 Б 1 | 19 Ч ½ | 22 Б ½ | 17 Ч ½ | 10 Б ½ | 13 Ч 1 | 8 Б ½  | 2594      |
| 10 | Олександр Зубарєв   | 2546    | 5    | 37,0 | 23,0 | 2 | 6 | 1 | 14 Ч ½ | 6 Б ½  | 19 Б ½ | 20 Ч 0 | 25 Ч 1 | 8 Б ½  | 9 Ч ½  | 24 Б 1 | 11 Ч ½ | 2551      |
| 11 | Мартин Кравців      | 2549    | 4½   | 47,0 | 22,5 | 2 | 5 | 2 | 1 Б ½  | 3 Ч 0  | 13 Б ½ | 17 Ч 1 | 7 Б ½  | 16 Ч 1 | 15 Б ½ | 4 Ч 0  | 10 Б ½ | 2565      |
| 12 | Ілля Нижник         | 2444    | 4½   | 46,5 | 28,0 | 3 | 3 | 3 | 17 Б 1 | 16 Б ½ | 14 Ч ½ | 6 Б 1  | 1 Ч 0  | 22 Ч 1 | 4 Б ½  | 3 Ч 0  | 7 Б 0  | 2594      |
| 13 | Дмитро Максимов     | 2497    | 4½   | 42,5 | 21,0 | 2 | 5 | 2 | 2 Ч ½  | 4 Б ½  | 11 Ч ½ | 14 Б ½ | 6 Ч 0  | 19 Ч ½ | 21 Б 1 | 9 Б 0  | 24 Ч 1 | 2526      |
| 14 | Юрій Криворучко     | 2627    | 4½   | 41,0 | 22,0 | 1 | 7 | 1 | 10 Б ½ | 5 Ч ½  | 12 Б ½ | 13 Ч ½ | 18 Б 0 | 23 Ч 1 | 8 Б ½  | 16 Ч ½ | 17 Б ½ | 2526      |
| 15 | Адам Тухаєв         | 2498    | 4½   | 40,5 | 23,5 | 2 | 5 | 2 | 3 Б ½  | 7 Ч 0  | 26 Б 1 | 22 Ч ½ | 19 Б 1 | 6 Б ½  | 11 Ч ½ | 8 Ч 0  | 16 Б ½ | 2559      |
| 16 | Ельдар Гасанов      | 2550    | 4½   | 39,0 | 23,5 | 2 | 5 | 2 | 25 Б 1 | 12 Ч ½ | 7 Б ½  | 1 Ч 0  | 21 Ч ½ | 11 Б 0 | 20 Ч 1 | 14 Б ½ | 15 Ч ½ | 2503      |
| 17 | Валерій Невєров     | 2571    | 4½   | 35,0 | 19,0 | 3 | 3 | 3 | 12 Ч 0 | 25 Б 1 | 5 Ч 0  | 11 Б 0 | 24 Ч 1 | 9 Б ½  | 26 Ч ½ | 18 Б 1 | 14 Ч ½ | 2466      |
| 18 | Юрій Вовк           | 2549    | 4    | 37,5 | 21,0 | 4 | 0 | 5 | 24 Ч 1 | 8 Б 0  | 6 Ч 0  | 23 Б 1 | 14 Ч 1 | 5 Б 0  | 19 Ч 0 | 17 Ч 0 | 26 Б 1 | 2472      |
| 19 | Михайло Олексієнко  | 2585    | 4    | 37,5 | 20,0 | 2 | 4 | 3 | 20 Ч 0 | 26 Б 1 | 10 Ч ½ | 9 Б ½  | 15 Ч 0 | 13 Б ½ | 18 Б 1 | 7 Ч 0  | 22 Б ½ | 2475      |
| 20 | Антон Сітников      | 2480    | 3½   | 39,5 | 20,0 | 3 | 1 | 5 | 19 Б 1 | 22 Ч ½ | 3 Б 0  | 10 Б 1 | 5 Ч 0  | 7 Ч 0  | 16 Б 0 | 23 Ч 0 | 25 Ч 1 | 2449      |
| 21 | Сергій Бородай      | 2370    | 3½   | 37,0 | 16,5 | 1 | 5 | 3 | 4 Ч ½  | 2 Б 0  | 9 Ч 0  | 24 Ч 1 | 16 Б ½ | 25 Б ½ | 13 Ч 0 | 26 Б ½ | 23 Б ½ | 2383      |
| 22 | Михайло Бродський   | 2551    | 3½   | 35,0 | 20,0 | 1 | 5 | 3 | 26 Ч 1 | 20 Б ½ | 2 Ч 0  | 15 Б ½ | 9 Ч ½  | 12 Б 0 | 24 Ч 0 | 25 Б ½ | 19 Ч ½ | 2375      |
| 23 | Ярослав Жеребух     | 2473    | 3½   | 33,5 | 15,5 | 3 | 1 | 5 | 8 Ч 0  | 24 Б 1 | 4 Ч 0  | 18 Ч 0 | 26 Б 1 | 14 Б 0 | 25 Ч 0 | 20 Б 1 | 21 Ч ½ | 2378      |
| 24 | Олексій Соловчук    | 2285    | 3    | 32,5 | 14,0 | 3 | 0 | 6 | 18 Б 0 | 23 Ч 0 | 25 Ч 1 | 21 Б 0 | 17 Б 0 | 26 Ч 1 | 22 Б 1 | 10 Ч 0 | 13 Б 0 | 2344      |
| 25 | Дмитро Штанько      | 2301    | 2    | 33,0 | 6,0  | 1 | 2 | 6 | 16 Ч 0 | 17 Ч 0 | 24 Б 0 | 26 Ч 0 | 10 Б 0 | 21 Ч ½ | 23 Б 1 | 22 Ч ½ | 20 Б 0 | 2246      |
| 26 | Максим Павлов       | 2367    | 2    | 32,5 | 8,5  | 1 | 2 | 6 | 23 Б 0 | 19 Ч 0 | 15 Ч 0 | 25 Б 1 | 23 Ч 0 | 24 Б 0 | 17 Б ½ | 21 Ч ½ | 18 Ч 0 | 2245      |